# Não Há Barreiras
Não Há Barreiras é o terceiro álbum de estúdio, do cantor Álvaro Tito lançado em 1986.
A partir deste álbum, o próprio Álvaro arranjava e produzia musicalmente seus fonogramas, além de executar a bateria. Na época, isso trouxe um quê de resistência aos diretores da Polygram, uma vez que a música evangélica brasileira ainda era olhada com certa reserva pela mídia pop e tal desconfiança não permitia que uma gravadora multinacional se arriscasse a creditar a um rapaz de apenas 21 anos a direção de uma produção fonográfica daquela envergadura.
Apesar de tudo, o disco foi um grande sucesso de crítica e público, vendendo aproximadamente mais de 250 mil cópias.
Em 2015, foi considerado, por vários historiadores, músicos e jornalistas, como o 11º maior álbum da música cristã brasileira, em uma publicação dirigida pelo portal Super Gospel. Em 2019, foi eleito pelo mesmo portal o 10º melhor álbum da década de 1980.

## Faixas
1. "Vencedor"
2. "Tudo será Paz"
3. "A Caminhada"
4. "Pelo Sangue de Jesus"
5. "Não Há Barreiras"
6. "Fica Jesus"
7. "Cuida de Mim"
8. "Mais uma Vez"
9. "Só Jesus é a Solução"